# Organi della basilica di Santa Giustina a Padova

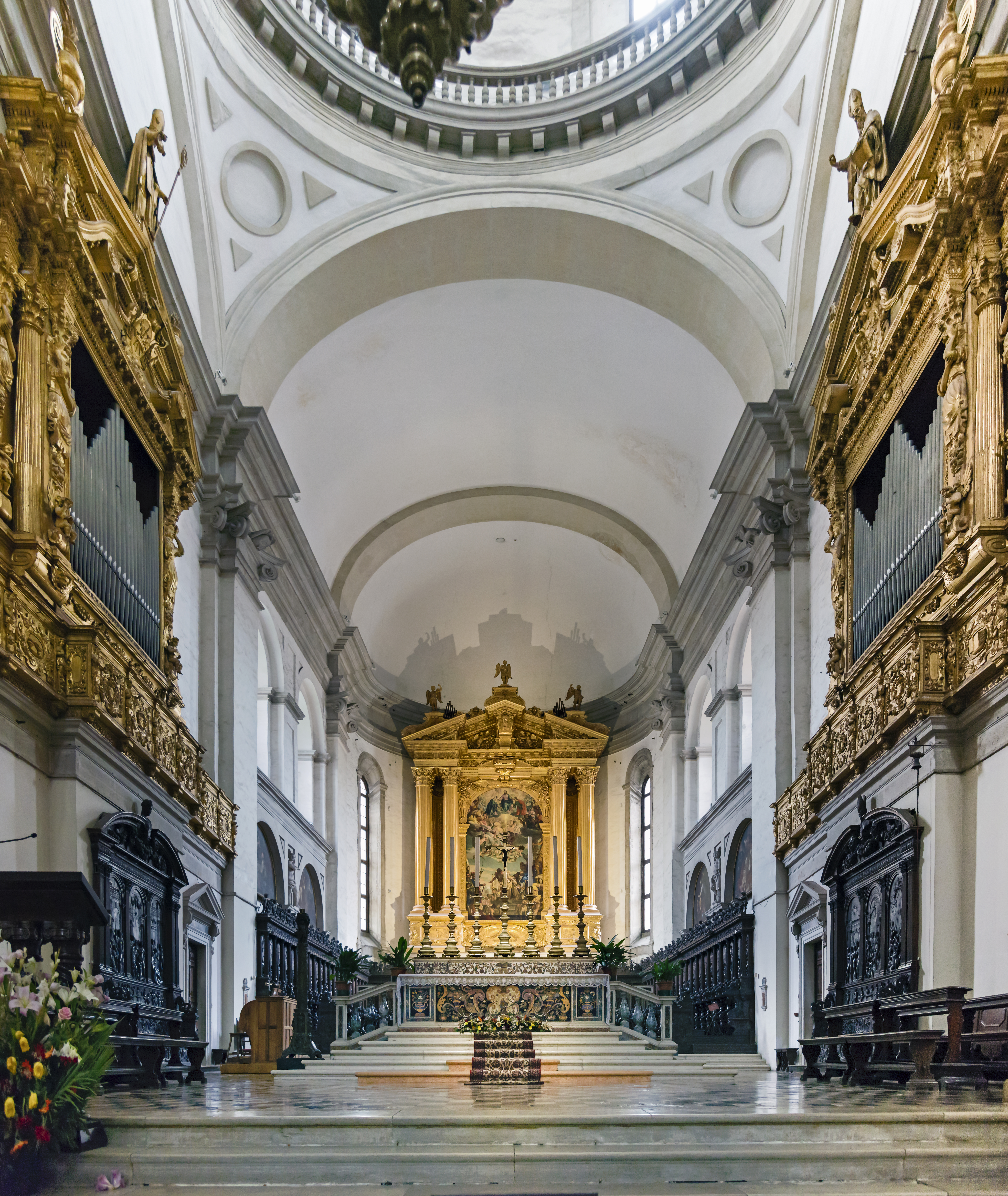
Il presbiterio e l'abside della basilica, con i tre corpi dell'organo maggiore.

Gli organi della basilica di Santa Giustina a Padova sono due:
- l'organo maggiore, situato in tre corpi distinti nel presbiterio (sulle due cantorie laterali) e nell'abside (dietro la pala del Veronese), è stato costruito dalla ditta Michelotto nel 1973 con materiale di organi precedenti; ha una consolle con quattro manuali e pedaliera, per un totale di 72 registri;
- l'organo del transetto di sinistra, situato in corpo unico a pavimento alle spalle dell'arca di san Luca, è stato costruito dalla ditta Michelotto nel 1970; dispone di due manuali e pedale e 25 registri ottenuti col sistema multiplo.

## Organo maggiore

### Storia
La presenza di un organo a canne all'interno dell'antica chiesa abbaziale è documentata fin dal 1402; nel 1493, il priore dom Pietro incaricò l'organaro tedesco Leonardo di Salisburgo di costruire uno strumento a sei registri.
Uno dei più antichi strumenti della basilica di Santa Giustina venne costruito nel 1679 da Eugenio Gasparini; andato perduto, era collocato su una cantoria e racchiuso all'interno di una cassa lignea con mostra formata da tre cuspidi di canne in altrettanti campi, e decorazioni a rilievo. Nel 1681 lo stesso organaro costruì un secondo organo, di dimensioni maggiori: disponeva di 27 registri distribuiti su due manuali e pedale, e la sua disposizione fonica era la seguente:
| I - Primo organo  |        |
| Principale        | 16'    |
| Ottava            | 8'     |
| Decimaquinta      | 4'     |
| Decimanona        | 2.2/3' |
| Vigesimaseconda   | 2'     |
| Vigesimasesta     | 1.1/3' |
| Vigesimaottava    | 3'     |
| Vigesimanona      | 1'     |
| Trigesimaseconda  | 2/3'   |
| Trigesimasesta    | 1/2'   |
| Vigesimaottava    | 3'     |
| Vigesimasesta     | 4'     |
| Duodecima spinosa | 12'    |
| Fiffaro           | 16'    |
| Flauto            | 8'     |
| Principale stoppo | 16'    |

| II - Secondo organo |        |
| Principale          | 8'     |
| Ottava              | 4'     |
| Quintadecima        | 2'     |
| Decimanona          | 1.1/3' |
| Vigesimaseconda     | 1'     |
| Flauto pastorello   | 2.2/3' |
| Flauto stoppo       | 8'     |
| Trombette           | 8'     |
| Regale              | 8'     |

| Pedale       |     |
| Contrabbasso | 16' |
| Ottava basso | 8'  |

Nel 1735, la chiesa venne dotata di due organi posti ai lati del presbiterio, entro casse riccamente decorate, entrambi gli strumenti opera di Pietro Nacchini. L'organo più grande era quello di sinistra era caratterizzato dalla presenza di due manuali, dei quali il primo privo di registri in vista di un futuro ampliamento che avvenne nel 1805 ad opera di Gaetano Callido; secondo il progetto originario, avrebbe dovuto avere 50 registri per un totale di 3700 canne circa. L'organo di destra era di dimensioni minori, con 18 registri su un unico manuale.
Nel 1926 entrambi gli strumenti vennero smontati da Annibale Pugina il quale ne riutilizzò parte del materiale fonico per la realizzazione di un unico organo a trasmissione elettrica, che venne completato nel 1928; la sua consolle disponeva di tre tastiere di 61 note ciascuna (Do1-Do6) e pedaliera di 30 note (Do1-Sol3), e la disposizione fonica era la seguente:
| I - Grand'Organo |         |
| Principale       | 16'     |
| Principale       | 8'      |
| Ottava           | 4'      |
| Duodecima        | 2.2/3'  |
| Ripieno          | 8' file |
| Dulciana         | 8'      |
| Flauto           | 8'      |
| Voce umana       | 8'      |
| Tromba           | 16'     |
| Tromba           | 8'      |
| Clarone          | 4'      |
| Cornetto         | 4 file  |

| II - Corale espressivo |        |
| Quintadena             | 16'    |
| Eufonio                | 8'     |
| Salcionale             | 8'     |
| Flauto caminetto       | 4'     |
| Fugara                 | 4'     |
| Voce celeste           | 8'     |
| Nazard                 | 2.2/3' |
| Ottavina               | 2'     |
| Oboe                   | 8'     |
| Armonia eterea         |        |

| III - Espressivo |        |
| Bordone          | 16'    |
| Principale       | 8'     |
| Ottava           | 4'     |
| Decimaquinta     | 2'     |
| Ripieno          | 5 file |
| Gamba            | 8'     |
| Bordone          | 8'     |
| Voce umana       | 8'     |
| Concerto viole   | 8'     |
| Flautino         | 2'     |
| Clarinetto       | 8'     |
| Tremolo          |        |

| Pedale         |        |
| Contrabbasso   | 16'    |
| Violone        | 16'    |
| Subbasso       | 16'    |
| Bombarda       | 16'    |
| Basso armonico | 8'     |
| Violoncello    | 8'     |
| Duodecima      | 5.1/2' |

Nel 1931 lo stesso organaro aggiunse un corpo in coro, con i seguenti registri:
| Manuale     |    |
| Principale  | 8' |
| Bordone     | 8' |
| Flauto      | 8' |
| Voci corali | 8' |
| Viola       | 8' |
| Violini     | 8' |

| Pedale |     |
| Basso  | 16' |
| Basso  | 8'  |

Nel 1973, la ditta Michelotto realizzò un nuovo strumento riutilizzando parte del materiale dell'organo Pugina; l'organo trovò collocazione non più soltanto nelle due casse ai lati del presbiterio, ma anche nell'abside, alle spalle della pala di Paolo Veronese.

### Descrizione

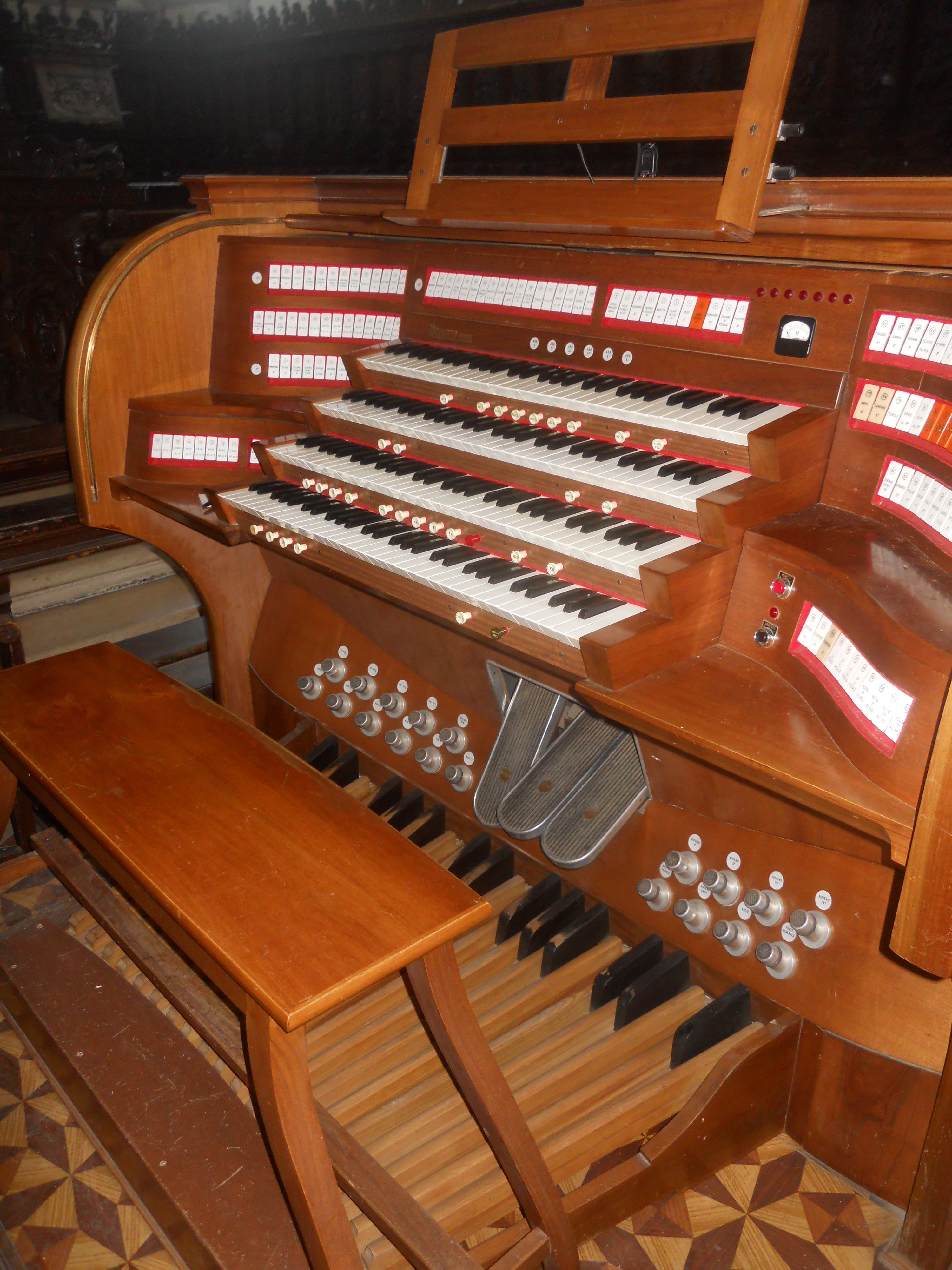
La consolle dell'organo maggiore.

L'organo maggiore si articola in tre corpi distinti, situati nell'area del presbiterio e dell'abside: sulle due cantorie ai lati dell'altare maggiore, vi sono l'Espressivo (corrispondente al terzo manuale, a sinistra), il Solo espressivo (quarto manuale, a destra) e il Pedale (in entrambe le casse); nell'abside, alle spalle della pala Martirio di santa Giustina di Paolo Veronese (1572), vi sono il Positivo aperto (primo manuale), il Grand'Organo (secondo manuale), il Corale espressivo (quarto manuale) e una piccola sezione del Pedale.
I due corpi ai lati del presbiterio sono racchiusi entro le casse lignee manieriste del 1735; queste sono gemelle e presentano un elaborato doppio timpano sorretto da colonne corinzie scanalate e cariatidi; alla sommità, le statue dei santi vescovi Prosdocimo e Massimo. La mostra di entrambe è composta da canne di principale disposte in cuspide unica con ali laterali, avente le bocche a mitria allineate orizzontalmente.
Il corpo nell'abside è privo di mostra: sono visibili, infatti, soltanto alcune canne appartenenti al registro Tromba squillo 8' del Grand'Organo (secondo manuale) poste in due cuspidi simmetriche alla sommità della cassa. Quest'ultima è costituita dalla ricca macchina del 1576 disegnata da Michele Sanmicheli e realizzata da Giovanni Manetti per incorniciare la pala di Paolo Veronese.
La consolle, mobile indipendente, è situata a pavimento, nel presbiterio. Esternamente, non presenta particolari decorazioni, ad eccezione di riquadri a rilievo e, in posizione centrale, lo stemma dell'abbazia inciso. La consolle dispone di quattro tastiere di 61 note ciascuna (Do1-Do6) e pedaliera concavo-radiale di 32 note (Do1-Sol3); i registri, le unioni, gli accoppiamenti e gli annullatori sono azionati da placchette a bilico poste su più file ai lati dei manuali e al di sopra del quarto.
Il sistema di trasmissione è integralmente elettrico; i registri sono 72, per un totale di circa 4750 canne.
La disposizione fonica è la seguente:
| I - Positivo aperto |        |
| Principale          | 8'     |
| Ottava              | 4'     |
| Decimaquinta        | 2'     |
| Decimanona          | 1.1/3' |
| Ripieno             | 3 file |
| Bordone             | 8'     |
| Flauto              | 4'     |
| Sesquialtera        | 2 file |
| Tromba              | 8'     |

| IV - Corale espressivo |        |
| Corno dolce            | 8'     |
| Flauto camino          | 4'     |
| Flauto in XII          | 2.2/3' |
| Flautino               | 2'     |
| Regale                 | 16'    |
| Voce corale            | 8'     |
| Coralino               | 4'     |

| II - Grand'Organo |        |
| Principale        | 16'    |
| Principale        | 8'     |
| Ottava            | 4'     |
| Duodecima         | 2.2/3' |
| Decimaquinta      | 2'     |
| Decimanona        | 1.1/3' |
| Ripieno grave     | 3 file |
| Ripieno acuto     | 4 file |
| Cimbalo           | 2 file |
| Flauto            | 8'     |
| Dulciana          | 8'     |
| Flauto            | 4'     |
| Cornetto          | 4 file |
| Tromba squillo    | 8'     |
| Cromorno          | 8'     |
| Voce umana        | 8'     |

| III - Espressivo |        |
| Bordone          | 16'    |
| Principale       | 8'     |
| Ottava           | 4'     |
| Decimaquinta     | 2'     |
| Ripieno          | 4 file |
| Bordone          | 8'     |
| Corno camoscio   | 4'     |
| Nazardo          | 2.2/3' |
| Flautino         | 2'     |
| Decimino         | 1.3/5' |
| Clarinetto       | 8'     |
| Concerto viole   | 3 file |
| Tremolo          |        |

| IV - Solo espressivo |        |
| Eufonio              | 8'     |
| Gamba                | 8'     |
| Fugara               | 4'     |
| Flauto traverso      | 4'     |
| Ottavino             | 2'     |
| XV                   | 2'     |
| XIX                  | 1.1/3' |
| XXII                 | 1'     |
| Pienino              | 2 file |
| Oboe                 | 8'     |
| Voce celeste         | 8'     |
| Arpa                 | 8'     |
| Campane              | 8'     |
| Tremolo              |        |

| Pedale       |        |
| Contrabbasso | 16'    |
| Subbasso     | 16'    |
| Violone      | 16'    |
| Basso        | 8'     |
| Cello        | 8'     |
| Bordone      | 8'     |
| Quinta       | 5.1/3' |
| Ottava       | 4'     |
| Ripieno      | 6 file |
| Bombarda     | 16'    |
| Tromba       | 8'     |
| Clarone      | 4'     |
| Campane      | 8'     |

| Pedale in abside |     |
| Bordone          | 16' |
| Bordone          | 8'  |
| Flauto           | 4'  |

## Organo del transetto di sinistra

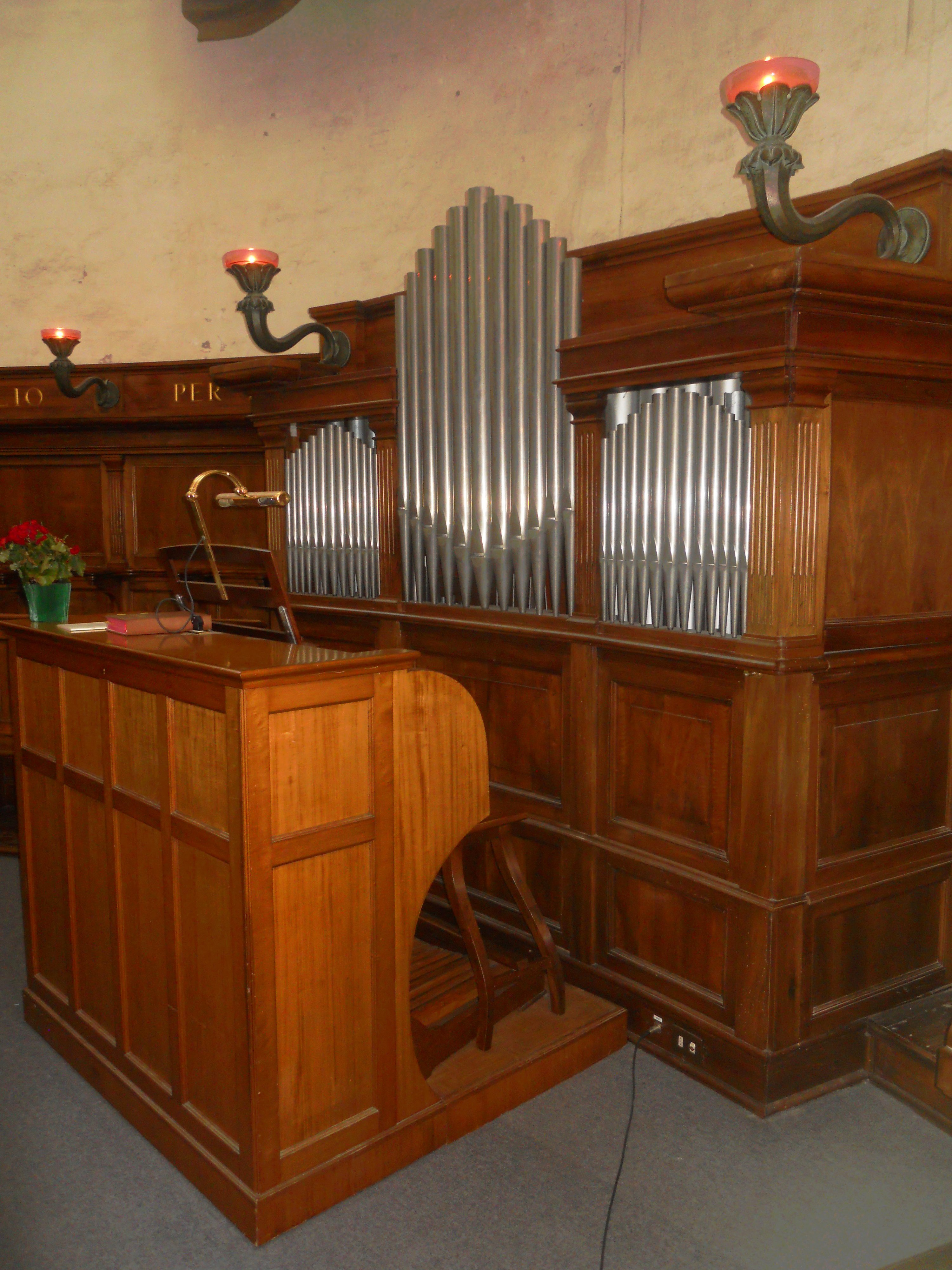
L'organo del transetto.

Al centro dell'abside del braccio di sinistra del transetto, alle spalle dell'arca di san Luca, si trova un secondo organo a canne; questo venne costruito nel 1970 dalla ditta Michelotto.
Lo strumento si articola in un unico corpo, posto a pavimento a ridosso della parete dell'abside. Il materiale fonico è racchiuso all'interno di una bassa cassa lignea, con mostra in tre campi separate da lesene, formata da canne di principale in tre cuspidi (delle quali, la centrale è più alta); le bocche sono a mitria, allineate nei due campi laterali e con andamento inverso a quello delle canne nella cuspide centrale. Il sistema di trasmissione è elettrico con sistema multiplo: dei 25 registri, solo 8 sono reali, per un totale di 653 canne.
La consolle, mobile indipendente, è situata a pavimento davanti al corpo d'organo; essa dispone di due tastiere di 61 note ciascuna (Do1-Do6) e pedaliera concavo-radiale di 32 note (Do1-Sol3); i registri, le unioni, gli accoppiamenti e gli annullatori sono azionati da placchette a bilico poste su unica fila orizzontale al di sopra del secondo manuale.
La disposizione fonica è la seguente:
| I - Grand'Organo |        |
| Principale       | 8'     |
| Flauto           | 8'     |
| Ottava           | 4'     |
| XV               | 2'     |
| XIX              | 1.1/3' |
| XXII             | 1'     |
| Voce flebile     | 8'     |
| Tromba           | 8'     |

| II - Espressivo |        |
| Dolce           | 8'     |
| Bordone         | 8'     |
| Principale      | 4'     |
| Flauto          | 4'     |
| Nazardo         | 2.2/3' |
| Flautino        | 2'     |
| Ripieno 4 file  | 1.1/3' |
| Tromba          | 8'     |
| Voce celeste    | 8'     |
| Tremolo         |        |

| Pedale   |     |
| Subbasso | 16' |
| Basso    | 8'  |
| Bordone  | 8'  |
| Ottava   | 4'  |
| Flauto   | 4'  |
| XV       | 2'  |
| Tromba   | 8'  |
| Chiarina | 4'  |

Specifiche dei registri:
| Registro base        | Specifiche e registri ottenuti                                                              |
| -------------------- | ------------------------------------------------------------------------------------------- |
| Principale 8' (I)    | Basso 8' (P), Ottava 4' (I/P), Principale 4' (II), XV 2' (I/P), XIX 1.1/3' (I), XXII 1' (I) |
| Voce flebile 8' (I)  | da Fa2                                                                                      |
| Dolce 8' (II)        | reale                                                                                       |
| Bordone 8' (II)      | Bordone 8' (P), Flauto 4,' (II/P), Nazardo 2.2/3,' (II), Flautino 2' (II)                   |
| Ripieno 4 file (II)  | reale                                                                                       |
| Tromba 8' (II)       | Tromba 8' (I/P), Chiarina 4' (P)                                                            |
| Voce celeste 8' (II) | una fila, da Do2                                                                            |
| Subbasso 16' (P)     | reale e fuori da cassa espressiva da Do1 a Si1, da Do2 trasmesso dal Bordone 8', espressivo |